# Vanishing Point (jeu vidéo)
Pour les articles homonymes, voir Vanishing Point.
Vanishing Point est un jeu vidéo de course développé par Clockwork Games et édité par Acclaim Entertainment, sorti en 2001 sur Dreamcast et PlayStation.